# Atletica leggera ai Giochi della X Olimpiade - 10000 metri piani

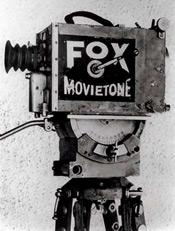
Video della Finale (i 10.000 metri appaiono dal minuto 1:08 al minuto 2:07)

La competizione dei 5000 metri piani di atletica leggera ai Giochi della X Olimpiade si tenne il giorno 31 luglio 1932 al Memorial Coliseum di Los Angeles.
Paavo Nurmi, campione olimpico in carica, si è preparato per la maratona, ma viene fermato dal CIO che lo incolpa di aver ricevuto guadagni illeciti durante alcune trasferte in Germania e lo sospende dalle competizioni.

## Risultati
Finale diretta con 16 partenti.
| Pos.    | Atleta               | Età | Nazione       | Tempo    |
| ------- | -------------------- | --- | ------------- | -------- |
| Oro     | Janusz Kusociński    | 25  | Polonia       | 30'11"4  |
| Argento | Volmari Iso-Hollo    | 25  | Finlandia     | 30'12"6  |
| Bronzo  | Lauri Virtanen       | 27  | Finlandia     | 30'35"0  |
| 4       | Billy Savidan        | 30  | Nuova Zelanda | 31'09"0  |
| 5       | Max Syring           | 23  | Germania      | 31'35"0  |
| 6       | Jean-Gunnar Lindgren | 26  | Svezia        | 31'37"0  |
| 7       | Juan Morales         | 22  | Messico       | 32'03"0  |
| 8       | Cliff Bricker        | 28  | Canada        |          |
| 9       | Masamichi Kitamoto   | 23  | Giappone      |          |
| 10      | Shoichiro Takenaka   | 19  | Giappone      |          |
| 11      | José Ribas           | 32  | Argentina     |          |
| 12      | Fernando Cicarelli   | 27  | Argentina     |          |
| 13      | Adalberto Cardoso    | 26  | Brasile       |          |
| -       | Eino Pentti          | 25  | Stati Uniti   | Ritirato |
| -       | Tom Ottey            | 22  | Stati Uniti   | Rit.     |
| -       | Lou Gregory          | 30  | Stati Uniti   | Rit.     |

Il "mitico" record di Paavo Nurmi (30'06"2 nel 1924) non è stato battuto, però i tempi di Kusocinski e di Iso-Hollo sono rispettivamente la seconda e la terza migliore prestazione mondiale di sempre.